# Dognon
Le Dognon est un ruisseau français du département de la Corrèze, affluent en rive droite de la Dordogne.

## Géographie

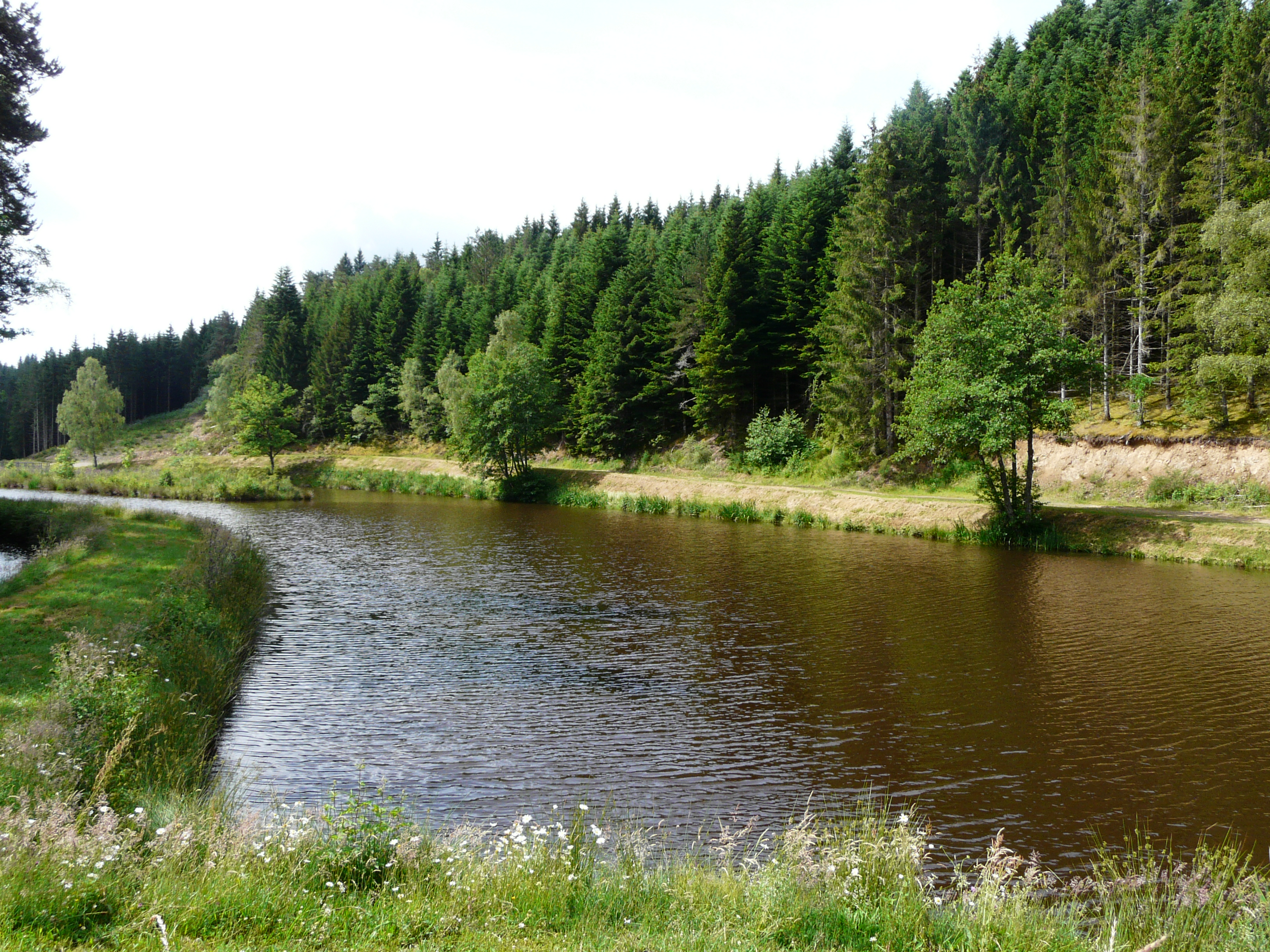
L'étang alimenté par le Dognon à Saint-Étienne-aux-Clos, en bordure de la RD 159.

Le Dognon prend sa source à 786 m d'altitude dans la Corrèze, sur la commune d'Aix, entre les  lieux-dits le Marais et Laboucheix, près de trois kilomètres au nord du village d'Aix. Il forme une série d'étangs successifs puis passe sous la route départementale (RD) 49, sous la ligne ferroviaire du Palais à Eygurande-Merlines à proximité de la gare d'Aix-La Marsalouse, sous les RD 27E1, 1089 et 27, puis sous l'autoroute A89 au nord-est de l'échangeur no 24 Ussel-Est. Il pénètre sur la commune de Saint-Étienne-aux-Clos, passe sous la RD 159 au lieu-dit le Moulin du Bourg, reçoit en rive droite son principal affluent, la Jaloustre, puis passe sous la RD 105. Sur près de deux kilomètres, recevant sur la droite le ruisseau de Pechebat, il marque la limite des communes de Saint-Bonnet-près-Bort et Thalamy, avant d'entrer sur cette dernière, passant sous la RD 27 puis à 700 m au nord-est du village de Thalamy. En limite du territoire communal, il reçoit sur la gauche le ruisseau des Grelots. Sur environ trois kilomètres, son cours sert de limite naturelle aux communes de Monestier-Port-Dieu et Thalamy. Il entre ensuite sur celle de Monestier-Port-Dieu, passant un kilomètre à l'ouest du village principal et s'écoulant sous la RD 82. Les cinq derniers kilomètres de son parcours s'effectuent dans des gorges pouvant atteindre une centaine de mètres de profondeur.
Il rejoint la Dordogne à 542 m d'altitude en rive droite, dans la retenue du barrage de Bort-les-Orgues, près du lieu-dit Feneyrol, un kilomètre et demi au sud du village de Monestier-Port-Dieu.
Le Dognon est long de 26,2 km pour un bassin versant de 70 km2.

### Environnement
La partie aval de la vallée du Dognon, qui se situe dans des gorges boisées difficiles d'accès, est une zone naturelle d'intérêt écologique, faunistique et floristique (ZNIEFF) de type II.
Au confluent avec la Dordogne, le « site de la Vie et vallée du Dognon », est un site inscrit depuis 1993. Il s'étend sur 475 hectares.

### Communes et département traversés
Le Dognon arrose cinq communes du département de la Corrèze,, soit d'amont vers l'aval, Aix (source), Saint-Étienne-aux-Clos, Saint-Bonnet-près-Bort, Thalamy, Monestier-Port-Dieu (confluent).

## Affluents
Les quatorze affluents du Dognon répertoriés par le Sandre ont tous une longueur inférieure à trois kilomètres hormis la Jaloustre, en rive droite, qui mesure huit kilomètres.
Un des affluents du Dognon, le ruisseau des Grelots, ayant lui-même un affluent et un sous-affluent, le rang de Strahler du Dognon est donc de quatre.

## Hydrologie
Le 13 janvier 1962, la station hydrologique de Thalamy (qui n'a fonctionné que de 1961 à 1968) a enregistré un débit maximal journalier de 19,5 mètres cubes par seconde.

## Monuments ou sites remarquables à proximité
- Les gorges du Dognon[3].
- Le lac de Bort-les-Orgues.